# 海島狐蝠
海島狐蝠（Pteropus tonganus），又名東加狐蝠，是一種狐蝠科。牠們分佈在美屬薩摩亞、庫克群島、斐濟、新喀里多尼亞、紐埃、巴布亞新畿內亞、薩摩亞、所羅門群島、東加及瓦努阿圖。